# 小笠原貞慶
小笠原貞慶（1546年9月6日—1595年6月17日），日本戰國時代至安土桃山時代的武將、大名。父親是小笠原長時。小笠原流弓馬術禮法宗家。

## 生平

### 幼年
在天文15年8月12日（1546年9月6日）出生，家中三男。幼名小僧丸。父親長時是信濃國守護，在甲斐國的武田晴信開始侵攻信濃時，長時與小縣郡的村上義清等人一同對抗武田氏，不過在天文17年（1548年）的鹽尻峠之戰中敗退，此後，在諸國流浪。

### 流浪諸國
與父親長時在信濃失去勢力後，逃到越後國投靠上杉氏（在這段時期元服，並從長尾景虎（後來的上杉謙信）拜領偏諱「虎」字，改名為貞虎），再經由伊勢國，逃到京都，並投靠同族的京都小笠原氏和三好氏。（『小笠原系譜』、『寬永諸家系圖傳』、『寬政重修諸家譜』）
在京都的時期，與父親長時一同為了返回信濃而活動。永祿4年（1561年），與長時一同答應本山寺（現今大阪府高槻市），在復歸舊領後，會進行寺領寄進；並在這段時期改名為貞慶（『本山寺文書』），被認為是從三好長慶拜領偏諱「慶」字而改名為貞慶。在向本山寺發出祈願文書的同年，上杉氏與武田氏之間爆發第四次川中島之戰，不過在此戰後，雙方爭奪北信濃的形勢結束，長時父子仍然沒能返回舊領。
在長慶死後，長時再次前往投靠越後國的上杉謙信，之後再寄寓於會津蘆名氏。天正7年（1579年），探訪會津後，繼任家督（『笠系大成』）。另一方面，自身則留在京都，並仕於將軍足利義昭。不過在織田信長流放義昭後，於天正3年至9年期間，作為信長的使者，負責向東國諸大名（武田、上杉、後北條氏）交渉，並得到信長約定獲得信濃筑摩郡的所領。天正10年（1582年），在甲州征伐中，拜謁攻陷深志城的織田長益，不過因為小笠原舊領已經給予木曾義昌，所以依然沒能回復到舊領。同年6月，信長在本能寺之變中死去後，於天正壬午之亂中，為了回復舊領，於是成為德川家康的家臣。

### 恢復舊領
北信濃在這段時期，伯父小笠原洞雪齋以上杉景勝為後援，流放木曾氏並得到深志城，不過因為小笠原舊臣離開成為上杉氏傀儡的洞雪齋，於是在德川氏和小笠原舊臣的支援下，終於奪回深志城。因此，成功以大名身份復歸。在這段期間，以長男秀政為人質，交予家康的宿老石川數正之下。另外，深志城在這段時期，改名為松本城。
天正11年（1583年），與上杉氏爭奪筑摩郡北部的青柳城、麻績城。天正12年（1584年），進攻木曾義昌的本領木曾福島城。
天正13年（1585年），石川數正突然帶同人質秀政出奔，並改仕於豐臣秀吉，於是亦隨之成為豐臣氏家臣。不過在此前，亦有與真田昌幸一同與秀吉內通的跡象（更有說法指，因為發現貞慶與秀吉內通，在被追究責任下，成為數正出奔的其中一個原因）。

### 失去舊領
天正18年（1590年），在小田原征伐中，跟隨前田利家軍，並立下軍功，於是被秀吉賜予讃岐國半國。不過因為庇護在遠征九州時因為觸怒秀吉而被流放的（前讃岐領主）尾藤知宣，更以知宣為客將，於是觸怒秀吉，所領被全數沒收並改易，松本的所領被賜予石川數正。
此後，與兒子秀政一同再次成為家康的家臣，跟隨家康移封至關東地方，並被賜予下總國古河3萬石。在文祿4年（1595年）死去。享年50歲。茨城縣古河市的隆岩寺有供養塔。

## 外部連結
- 武家家伝＿府中小笠原氏 （页面存档备份，存于）